# Joris Verdin
Joris Verdin is een Belgisch organist, componist en muziekpedagoog.

## Levensloop
Verdin werd geboren in een muzikale familie en was zeven toen hij zijn eerste pianolessen kreeg. Aanvankelijk speelde hij vooral free jazz. Rond zijn eenentwintigste ging hij orgel en muziekwetenschappen studeren. Hij heeft zich toegelegd op het uitvoeren van vergeten muziek uit alle stijlperioden, naast creaties van hedendaagse werken. Hij is ook als componist bedrijvig.
Hij doceert orgel aan het Conservatorium van Antwerpen en is professor emeritus van de Katholieke Universiteit Leuven. Hij is een specialist van de negentiende-eeuwse harmoniumliteratuur en hedendaagse toepassingen van live electronics op orgel. Hij is medewerker van het Göteborg Organ Art Center (Zweden). Hij werd in 2003 ereorganist van het historisch orgel van Gaspar de la Redonda in Torre de Juan Abad (Spanje) Voor het jaar 2002 was Verdin “Festivalster” van het Festival van Vlaanderen. Zijn "Harmonium Handboek" is vertaald naar het Engels, het Frans en het Duits. 

## Composities
- Codex un poco faenza (1987)
- Organetto
- Wals voor kerkorgel (1987)
- Partita super Christus resurrexit
- Affettuoso (1998)
- Fantasia Quinto Tono (Doblinger 2006)
- Comentarios para Órgano
- Dos pequeñas piezas para armonio a cuatro manos (HVN 2015)
- Zie website jorisverdin.com

## Discografie
Zijn discografie omvat een reeks CD's met muziek van de 16e tot de 20e eeuw.
In mei 2000 werd zijn opname van César Francks orgelwerken bekroond met de “Evènement du mois” door het Franse blad Diapason en in 2001 werd hem daarvoor de jaarlijkse “Ceciliaprijs” van de Belgische Muziekpers toegekend. Daarnaast werden verschillende opnames gehionoreerd met Diapson d'Or, Preis der deutschen Schallplattenkritik, Choc de la Musique. 
- Op orgel solo
  - Charles–Marie Widor, Symphonies Op. 13, Orgel Cavaillé-Coll de Royaumont
  - Alexandre Guilmant, Septième Sonate
  - Oeuvres d'orgue, Orgels Cavaillé-Coll van St-Ouen in Rouen & Santa-Maria d'Azkoitia
  - Boutmy, Vander Borght, Vanden Gheyn, Raick, Kennis en Van Helmont, Orgel St Petrus Banden in Semerzake en Van Peteghem Orgel (1780) in St Lievens-Houtem
  - Dulce Retiro: Cabanilles, Bruna, Arauxo, Elias, Bull & improvisaties, El Organo historico de Torre de Juan Abad
  - Louis-James-Alfred Lefébure-Wely (1817 - 1870), Six Grands Offertoires Op. 35 & Meditaciones religiosas op. 122, Cavaillé-Coll orgel van de Notre-Dame de Bonsecours kerk in Rouen
  - César Franck, Intégrale de l'oeuvre d'orgue: Six Pièces, Trois Pièces, Trois Chorals, Orgels Cavaillé-Coll van Rouen, San Sebastian, Azkoitia
  - César Franck & Artistide Cavaillé-Coll, Diapason d'or, Cecilia
  - César Franck, Pièces posthumes, Groot orgel Cavaillé-Coll van de kathedraal van St Brieuc
  - Abraham van den Kerckhoven (c1618-1701), Forceville-orgel van Broechem
  - Cornet, van den Kerckhoven, de Heredia, Jimenez, Bruna and some unpublished manuscripts, Peter Goltfus Orgel (1692) van het Groot Begijnhof in Leuven
  - Early Italian Organ-Music, selectie op historische instrumlenten, Radio Nederland Internationaal
  - Charles–Marie Widor, Symphonie nr 1, KRO-Klassiek
  - Olivier Messiaen, selectie uit Méditations sur le Mystère de la Sainte Trinité
  - Carl Czerny en Christian Rinck, het Korfmacher Orgel van Stavelot (1840)
  - Concentu Melodiae: Musical treasures from the Leuven university library, Mathias Vanden Gheyn, selection of verses and preludes, Op de CD K.U.Leuven 96-01
  - Alexandre Guilmant, Marche funèbre et chant séraphique, Fantaisie pour orgue opus 17 op orgel Saint-Amand, Rodez, met Georges Lartigau & Kurt Lueders
  - César Franck: Motets & Pièces Posthumes; Louis James Alfred Lefébure-Wély: Meditaciones reliogiosas, Cavaillé-Coll orgel & Vlaams Radio Koor
- Op harmonium
  - César Franck, Intégrale de l'oeuvre d'harmonium
  - Bizet, Lefébure-Wely, Mustel, Mouquet, Harmonium Debain (1860) & Mustel (1920)
  - Werk van Sigfrid Karg-Elert (1877-1933)
  - Louis James Alfred Lefébure-Wély: Trois Suites pour Harmonicorde, Debain Harmonicorde (ca. 1880)
  - César Franck, Harmonium solo + duo met piano (Jos Van Immerseel), Harmonium Alexandre (Ca 1865)
  - Alexandre Guilmant & Jacques Nicolas Lemmens, Pièces pour Harmonium, Harmonium Mustel (1891)
  - Rossini, Messe Solenelle
  - Liszt, Berlioz, Saint-Saëns, Wagner, Franz Liszt Piano en orgel (1853/54)
- Met Capilla Flamenca
  - Peeter Cornet, Historisch orgel, Longueville (circa 1690)
  - Johannes Brassart, In Festo Corporis Christi, Orgel der Reformierte Kirche in Rysum (1457-1513)
  - Johannes Prioris, Missa pro Defunctis, Prelude Classical Award 2004
  - Musik um 1500: Margarete, Maximilian I, Music of Buchner, Isaac, Radio Oostenrijk
  - Clemens non Papa (c1510-c1556), Priester en Bon Vivant, Etcetera
  - Dulcis Melancholia, Muzikale biografie van Margaretha van Oostenrijk, MEW
- Met La Hispanoflamenca
  - Pedro Rimonte Requiem & Sebastiàn Aguilera de Heredia, Nuestra Señora de los Olmos, Torre de Juan Abad, Etcetera
  - Pedro Rimonte, Lamentations for the Holy Week, Etcetera
- Met Ex Tempore
  - Heinrich von Herzogenberg (1843-1900), Die Passion opus 93 (1896), Maundy Thursday - Good Friday, Etcetera
- met het Vlaams Radiokoor
  - Flemish Organ Treasure, Volume 7, Jacques-Nicolas Lemmens: works for organ and choir, Cavaillé-Coll orgels Herverlee (B) en Caen (FR)
  - Peter Benoit: Vingt motets, Cavaillé-Coll orgel Heverlee (B) en Mustel harmonium, Klara 2001